# Torre dell'orologio (Taranto)
La Torre dell'Orologio di Taranto è uno dei monumenti del Borgo Antico della città. 
Fu costruito nella seconda metà del Settecento nella forma originaria, cioè senza il corpo poligonale avanzato e la cuspide campanaria aggiunti più tardi.

## Storia e descrizione
L'edificio, che probabilmente ingloba un nucleo medievale preesistente, è situato sul lato orientale della Piazza Fontana (già Piazza grande), e rappresenta l'unico monumento rimasto del complesso della "Cittadella", una fortificazione che comprendeva la Torre di Raimondello, demolita insieme alle altre fortificazioni per motivi di odio verso il medioevo.
La torre fu simbolo di municipalità in un luogo che costituì il teatro degli scambi commerciali della città, a causa della presenza in loco del mercato ortofrutticolo, della dogana del pesce e dell'ingresso dal Ponte di Porta Napoli.
Il corpo poligonale avanzato fu aggiunto nel 1799, mentre le campane furono realizzate nel 1756 e nel 1818, rispettivamente quella più piccola e quella più grande.
L'orologio meccanico situato sul prospetto principale fu costruito verso la fine dell'Ottocento dagli artigiani napoletani della ditta E.O. Caccialupi. 
Nel 1983, i restauri di tipo conservativo operati dall'Arch. Franco Blandino, recuperarono l'edificio dallo stato di abbandono in cui versava, salvaguardandone tutti gli elementi architettonici e riportandolo all'antico splendore.
Il poeta e commediografo tarantino Don Diego Marturano dedicò una bellissima lirica a questo monumento dal titolo: U relogge d'a Chiazze. Oggi, dopo un modesto intervento di recupero effettuato negli anni scorsi, una targa, posta sulla torre,  riporta due quartine dell'opera.
Finalmente il 26 Ottobre 2024 la torre dell'orologio viene resa nuovamente fruibile alla cittadinanza e sede del nascente "Museo dal mare". Un nuovo impianto di illuminazione dona l'originale bellezza della facciata illuminata di sera e l'antico orologio torna a scandire le ore